# Морські павуки
Морські павуки (лат. Pantopoda Gerstaeker, 1777 = Pycnogonida) — клас морських членистоногих. Незважаючи на свою зовнішню схожість на павуків, Пантоподи є цілком окремою групою артропод. Відомо понад 1300 видів, більшість із них — мешканці субліторалі (частина морського дна завглибшки до 200 м) океанів і морів із нормальною солоністю води, але частину видів знайдено й на великих глибинах (до 5000—7000 м). У сильно опріснених морях Пантоподи відсутні. У Чорному морі знайдено сім видів, найпоширеніші Calipallene phantoma, біля берегів Криму — Tanystylum conirostre.

## Морфологія

### Дорослі особини

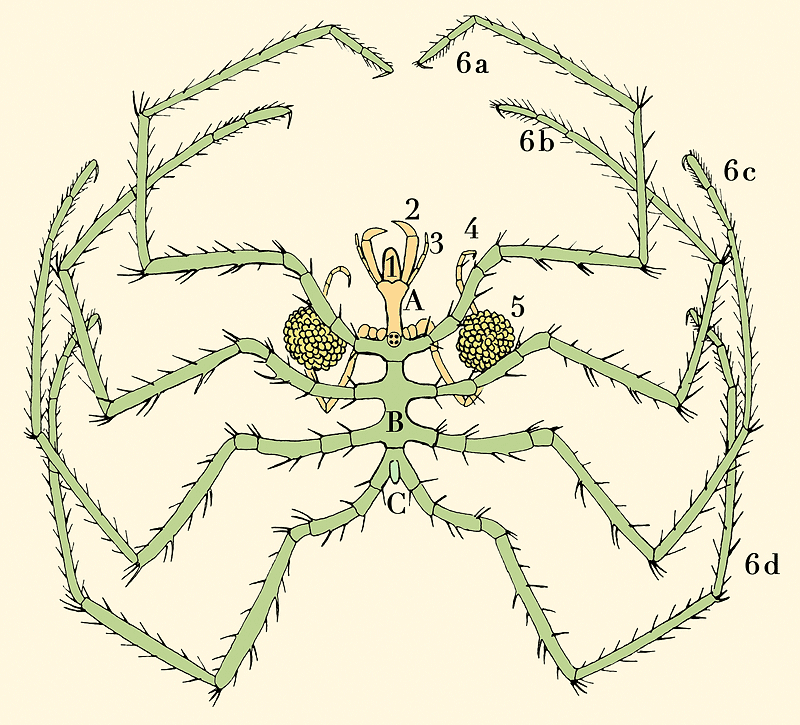
Морфологія морського павука

Довжина тіла (без ніг) становить від 0,8 до 18 мм. Воно складається з короткого тулуба (В — див. малюнок), який поділяється на головогруди (А) та рудиментарне черевце (С). До головогрудей спереду причленований так званий хоботок (1), а по боках — частіше чотири, рідше п'ять або шість пар ходильних ніг (6a, b, c, d). Довжина ніг часто в 10-20 разів більша за довжину тулуба, й здається, що тварина складається із самих тільки ніг. Головогруди складаються з 7-9 сегментів. Перші чотири сегменти зливаються між собою, утворюючи головний, або очний відділ, інші можуть бути або відокремленими, або зростатися між собою та головним відділом.
Від переднього краю тулуба над основою хоботка відходить перша пара кінцівок, так звані хеліфори (2), позаду них зразу ж розташована друга пара — пальпи (3). На черевній стороні хоботка розташована третя пара кінцівок — яйценосні ніжки (4). Хеліфори складаються з 2—3 члеників і закінчуються клішнею; пальпи 5-10-членикові, яйценосні ніжки, як правило, 10-членикові. Ці три пари кінцівок значно коротші, ніж ходильні ноги, й у русі участі не беруть. У деяких видів хеліфори, пальпи та яйценосні ніжки більш-менш редуковані.

До задньої частини головного відділу та до всіх інших сегментів причленовані ходильні ноги, що мають однакову будову й закінчуються одним кігтиком.

Тіло пантопод, що має, особливо в мілководних форм, численні шишкоподібні та горбкоподібні вирости, вкрите хітиновою кутикулою. Під кутикулою лежить епітелій, багатий на різноманітні залози.

### Личинка
Серце й статеві залози в личинки відсутні, зате є провізорні (личинкові) органи, наприклад двоклітинні або багатоклітинні павутинні залози, що лежать в базальному членику хеліфор; їхні протоки відкриваються саме тут, на кінці порожнистого шипа. Секрет залоз у вигляді нитки, що твердне у воді, іноді слугує личинкам для прикріплення до муфти або безпосередньо до яйценосних ніжок самця, де вони залишаються до кінця метаморфозу. Але в більшості морських павуків личинка залишає самця й переходить до паразитичного способу життя, прикріплюючись до хазяїна за допомогою секрету тих самих залоз. У цих личинок відомі також різні пристосування для легкого проколювання стінок тіла хазяїна. Личинки паразитують на гідроїдних поліпах, актиніях, у мантійній порожнині двостулкових молюсків. Молодь Decachela dogieli розвивається на амбулакральних борозенках морських зірок. Деякі личинки ведуть ендопаразитичний спосіб життя всередині гастральної порожнини гідроїдів (роди Phoxichilidium та Anoplodactylus). Під час линяння вони втрачають другу та третю пари кінцівок, і личинка легко проходить крізь ротовий отвір гідроїда в його гастральну порожнину. Тут личинка росте, проте відновлені кінцівки міцно притискуються до тіла, і тварина має вигляд щільної грудочки.

## Травна система
Ротовий отвір міститься на кінчику хоботка, всередині якого знаходиться велика мускуляста горлянка, що діє як насос. У її задній половині є складна система кутикулярних щетинко- та волосоподібних виростів, котрі подрібнюють та проціджують їжу. Тверді частинки, що після цього залишаються, викидаються через ротовий отвір. Середня кишка коротка, але має бічні вирости, які заходять майже в усі кінцівки, завдяки чому значно збільшується поверхня кишки. Задня кишка відкривається на кінці редукованого черевця. Живляться різноманітними безхребетними — гідроїдними та кораловими поліпами, медузами, губками, моховатками тощо.

Своїми кігтиками та хеліфорами морські павуки чіпляються до тіла жертви, наприклад колонії гідроїдних поліпів, розшукують гідранта й, зануривши в нього хоботок, висмоктують.

## Кровоносна система
Кровоносна система незамкнена, представлена U-подібно зігнутою трубкою, що виконує роль серця, та системою лакун. Гемолімфа безбарвна.

## Нервова система
Нервова система представлена над- і підглотковим гангліями, з'єднаними між собою конективами, й черевним нервовим ланцюжком. У деяких видів пантопод спостерігається концентрація гангліїв черевного ланцюжка. Своєрідну будову має частина нервової системи, що міститься в хоботку: на його передньому кінці є нервове кільце з трьома гангліозними потовщеннями, які з'єднані трьома нервовими корінцями з мозком. Від кільця вздовж горлянки тягнеться нервове плетиво.

## Органи чуття
Органи чуття розвинені слабо. Є чотири примітивні вічка, що містяться на особливому непарному горбку на спинній стороні передньої ділянки тулуба. За своєю будовою вони близькі до наупліальних очей ракоподібних. За допомогою очей пантоподи здатні лише розрізняти напрямок світла. У глибоководних форм очі зникають. По всьому тілу пантопод розкидані численні чутливі волоски та щетинки.

## Статева система
Пантоподи роздільностатеві. Наявний статевий диморфізм. Гонади закладаються по боках кишки, але потім відростки статевих залоз розміщуються у потовщених сегментах 4—7 пар ніг. Усередині ніг і дозрівають статеві продукти, які виводяться назовні через отвори на другому членику всіх або частини пар ніг. Яйця, відкладені самицями, намотуються самцями на яйценосні ніжки й склеюються виділеннями особливих клейких залоз у щільні муфти.

Дробіння яєць повне й рівномірне. В них формуються личинки, які мають коротеньке тіло з хоботком, тричлениковими хеліфорами та двома парами також тричленикових кінцівок.